# Peter Pan (film)
För andra betydelser, se Peter Pan (olika betydelser).
Peter Pan är en amerikansk animerad långfilm som hade biopremiär i USA den 5 februari 1953 från Walt Disney Productions, baserad på romanen Peter Pan och Wendy av J.M. Barrie. Det är den fjortonde långfilmen skapad av Walt Disney. Filmen nominerades till Grand Prize of the Jury vid filmfestivalen i Cannes.

## Handling
Filmen utspelar sig under början av 1900-talet och handlar om tre barn som gör en resa till Landet Ingenstans. I London, i stadsdelen Bloomsbury, bor familjen Darling som består av pappan Georg, mamman Mary, storasystern Lena (i orig. Wendy), sönerna John och lille Mikael, samt deras hund Nana. Herr och fru Darling förbereder sig för att delta i en fest, men de blir ständigt avbrutna av sina lekande barn som agerar ett skådespel om Peter Pan som strider mot piraterna. Deras far förklarar argt för Lena, som berättar historien om Peter Pan för John och Mikael, att hon har blivit för gammal för att bo i barnkammaren med sina bröder, och att det är dags för henne att växa upp. Under den natten får barnen besök av Peter Pan, som lär dem att flyga med hjälp av sin älvavän Tingeling och tillsammans flyger barnen med Peter och Tingeling till Landet Ingenstans.
Ett piratskepp ligger ankrat utanför Landet Ingenstans, under befäl av kapten Krok med sin underordnade Herr Smil (orig. Smee). Krok planerar att ta hämnd på Peter Pan för att denne har huggit av hans ena hand, men han blir plötsligt skräckslagen när krokodilen, som åt hans avhuggna hand, kommer till skeppet och vill få ytterligare en munsbit från den vettskrämda kaptenen. Piraternas rastlöshet blir avbruten när Peter och barnen anländer. Barnen undviker dem utan svårigheter, men Lena är nära att dö av ett fall - ett knep av den svartsjuka Tingeling - när hon räddas av Peter Pan. De möter de vilda pojkarna: sex små pojkar klädda i djurpyjamas som ser Peter som sin ledare. John och Mikael går iväg med de förlorade pojkarna för att leta efter indianer, men indianerna fångar dem då deras hövding tror att det är barnen som har kidnappat hövdingens dotter Tigerlilja.
Under tiden tar Peter med Lena för att se på sjöjungfrur, men där får de också syn på kapten Krok och Herr Smil i en liten roddbåt. De har tillfångatagit Tigerlilja för att tvinga henne att avslöja Peters hemliga gömställe. Peter och Lena lyckas befria henne, och Peter blir hedrad av indianstammen. Krok planerar sedan att dra nytta av Tingelings svartsjuka på Lena, genom att lura henne att avslöja var Peters lya ligger. Piraterna ligger på lur och fångar de förlorade pojkarna och familjen Darling när de är på väg ut från lyan och de lämnar efter sig en tidsinställd bomb för att döda Peter. Tingeling får reda på Kroks elaka plan och hinner rycka bort bomben från Peter precis när den exploderar. Peter räddar Tingeling från spillrorna och tillsammans konfronterar de kapten Krok och piraterna, och befriar barnen när de tvingas gå på plankan. Peter utmanar Krok till strid samtidigt som barnen slåss mot besättningen, och slutligen lyckas han besegra och förödmjuka "Pottfisken" Krok. Krok och hans besättning flyr, med krokodilen hack i häl. Peter tar befäl över det övergivna piratskeppet, och med hjälp av Tingelings älvstoft flyger piratskeppet till London med barnen ombord.
Herr och fru Darling kommer hem från festen och upptäcker att Lena inte ligger i sin säng, men sover vid det öppna fönstret, medan John och Mikael sover i sina sängar. Lena vaknar upp och berättar ivrigt för sina föräldrar om sina äventyr i Landet Ingenstans. Föräldrarna tittar ut genom fönstret och ser på vad som verkar vara ett piratskepp bland molnen. Filmen slutar med att Herr Darling förundrat säger att han själv sett samma skepp när han var mycket ung.

## Rollista
| Figur                      | Engelsk röst     | Svensk originaldubb (1953) | Svensk omdubb (1992)  |
| -------------------------- | ---------------- | -------------------------- | --------------------- |
| Peter Pan                  | Bobby Driscoll   | Per Oscarsson              | Anders Öjebo          |
| Kapten Krok/Captain Hook   | Hans Conried     | Holger Löwenadler          | Bo Maniette           |
| Lena/Wendy                 | Kathryn Beaumont | Fylgia Zadig               | Myrra Malmberg        |
| John                       | Paul Collins     | okänt                      | Samuel Elers-Svensson |
| Mikael/Michael             | Tommy Luske      | okänt                      | Jimmy Björndahl       |
| Herr Smil/Mr. Smee         | Bill Thompson    | Jan Molander               | Hans Lindgren         |
| Herr Darling/Georg Darling | Hans Conried     | Tord Stål                  | Peter Wanngren        |
| Fru Darling/Mary Darling   | Heather Angel    | Gunn Wållgren              | Christel Körner       |
| Berättaren                 | Tom Conway       | Per-Axel Branner           | Ingemar Carlehed      |
| Indianhövdingen            | Candy Candido    | Martin Ljung               | Ulf Källvik (tal)     |
| Indianhövdingen            | Candy Candido    | Martin Ljung               | Bo Maniette (sång)    |
| Indiankvinnan              | June Foray       | Hanny Schedin              | Liza Öhman            |

## Sånger
| Originaltitel                          | Svensk titel (originaldubbningen) | Svensk titel (omdubb)     |
| -------------------------------------- | --------------------------------- | ------------------------- |
| The Second Star to the Right           | Stjärnan på höger hand            | En stjärna högt i det blå |
| You Can Fly! You Can Fly! You Can Fly! | Om du i hjärtat kan le            | Flyg iväg                 |
| A Pirate's Life                        | Piraternas sång                   | Piraternas sång           |
| Following the Leader                   | Ledaren vi följer                 | Följa John                |
| What Made the Red Man Red?             | Indiansång                        | Varför han fråga hur?     |
| Your Mother and Mine                   | Din mamma och min                 | Din mamma och min         |
| The Elegant Captain Hook               | Kapten Kroks sång                 | Kapten Kroks sång         |
| Never Smile at a Crocodile             | svensk titel saknas               | svensk titel saknas       |
| The Boatswain's Song                   | svensk titel saknas               | svensk titel saknas       |

Never Smile at a Crocodile och The Boatswain's Song skrevs till filmen men användes aldrig. Musiken till Never Smile at a Crododile återanvändes dock till filmmusiken och spelas i varje scen där krokodilen medverkar.

## Svenska premiärer
- 21 december 1953 - Svensk biopremiär[7]
- 18 december 1965 - Svensk nypremiär på bio[8]
- 3 april 1977 - Svensk nypremiär på bio[9]
- 15 april 1984 - Svensk nypremiär på bio (i oklippt version)[10]
- 31 juli 1992 - Svensk nypremiär på bio (med ny dubbning)[11]
- 11 februari 1993 - Köpvideopremiär
- juni 1998 - Nypremiär på video
- 15 januari 2003 - Nypremiär på video, samt premiär på DVD
- 7 mars 2007 - Nypremiär på DVD
- 2 januari 2013 - Nypremiär på DVD, samt premiär på Blu-ray

Biopremiären från 1953 var en censurerad version (8 minuter kortare) medan premiären för video och DVD 2003 var en specialutgåva.